# Lake Jewell
Der Lake Jewell ist ein Gebirgssee im Buller District der Region West Coast auf der Südinsel von Neuseeland.

## Namensherkunft
Brian Jewell war ein ehemaliger Zeichner in der Abteilung für Landvermessung der Stadt Nelson. Ihm wurde der See gewidmet.

## Geographie
Der Lake Jewell befindet sich an der östlichen Flanke der Grange Ridge, rund 1,5 km westlich des Beautiful River. Der See ist auf einer Höhe von ca. 1130 m anzutreffen und umfasst bei einem Umfang des Sees von rund 2,49 km eine Fläche von 32,5 Hektar. Er erstreckt sich über eine Länge von rund 990 m in Ost-West-Richtung und misst an seiner breitesten Stelle rund 420 m in Nord-Süd-Richtung.
Der See besitzt keine erkennbaren Zuflüsse. An seinem östlichen Ende entwässert hingegen ein kleiner Bach den See in Richtung des Beautiful River.